# Louis d'Orléans (1845-1866)
Cet article concerne le dernier prince de Condé, fils du duc d’Aumale. Pour l’ensemble des princes ayant reçu ce titre, voir Liste des princes de Condé.
Pour les articles homonymes, voir Louis, prince d’Orléans.
Signature
Louis Philippe Marie Léopold d’Orléans, prince de Condé, né le 15 novembre 1845 à Saint-Cloud, en France, et mort le 24 mai 1866 à Sydney, en Australie, est un prince français de la maison d’Orléans, fils du duc d’Aumale, et le premier membre de sa famille à visiter l’Australie.

## Famille
Louis-Philippe Marie Léopold d’Orléans est le premier fils de Henri d’Orléans, titré duc d’Aumale par Louis XVIII à sa naissance et de son épouse, Marie-Caroline de Bourbon-Siciles, princesse des Deux-Siciles.
Par son père, il est le petit-fils de Louis-Philippe, roi des Français et de Marie-Amélie de Bourbon-Siciles, princesse des Deux-Siciles ; tandis que par sa mère, il est le petit-fils de Léopold de Bourbon-Siciles, fils du roi Ferdinand Ier des Deux-Siciles et de Marie-Caroline d'Autriche, fille de Marie-Thérèse d’Autriche.

## Biographie

### Enfance et éducation

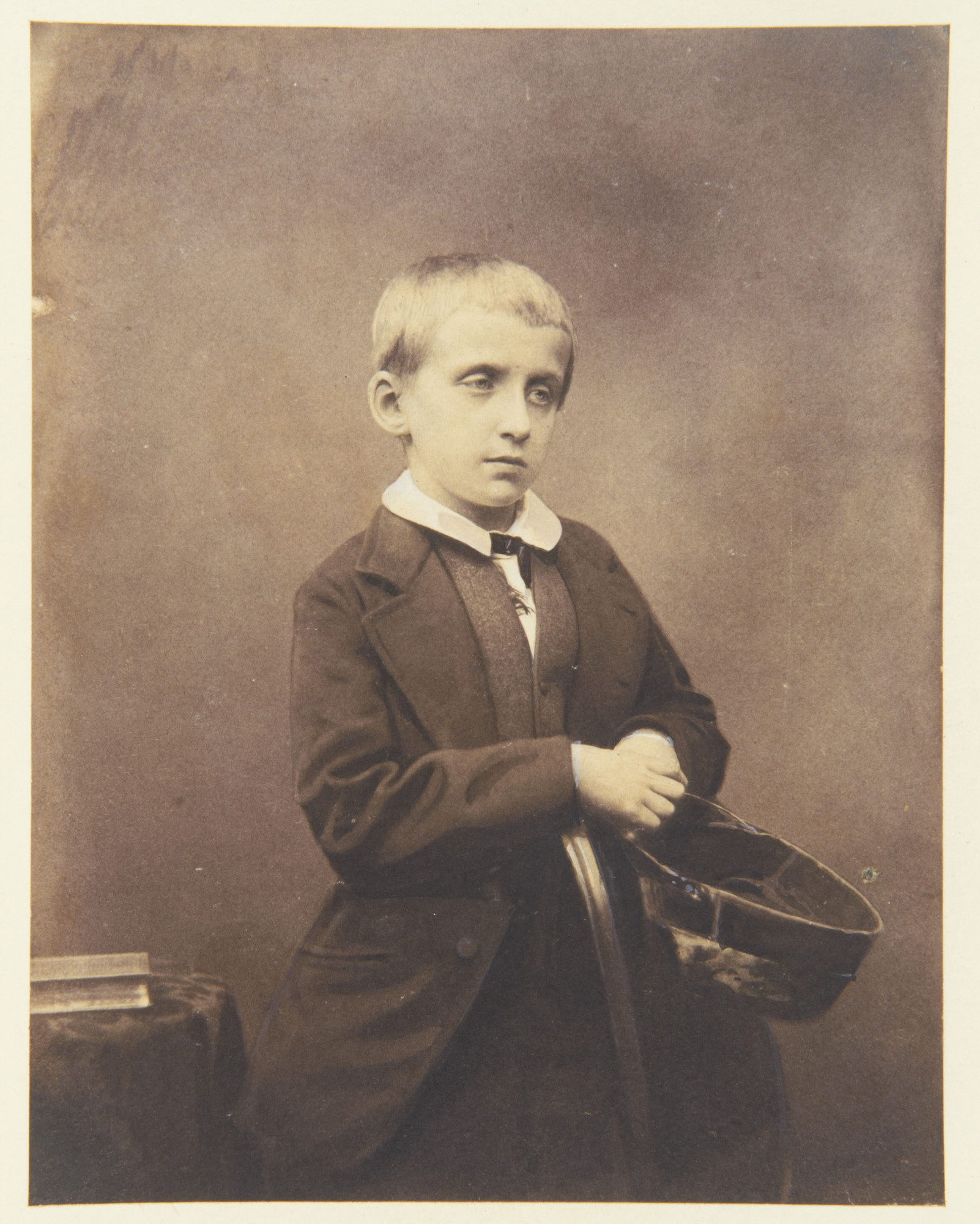
Louis d'Orléans, prince de Condé, par Antoine Claudet en 1856.

Louis est né le 15 novembre 1845 au château de Saint-Cloud. Il reçoit dès sa naissance le titre de prince de Condé de la part du roi des Français (son titre ne sera jamais reconnu par les légitimistes), en tant que fils aîné du duc d’Aumale, héritier des princes de Condé. Le dernier des Condé, Louis VI s’étant éteint en 1830, il laisse son immense fortune à son filleul, le père de Louis. Il est rapidement surnommé « le petit Condé » par la famille royale. Le lendemain de sa naissance, il est baptisé en la chapelle du château de Saint-Cloud et reçoit pour parrain et marraine ses grands-parents le roi Louis-Philippe et la reine Marie-Amélie.
Après le déclenchement de la révolution de février 1848, sa famille s’exile en Angleterre auprès de la reine Victoria. L’ancienne famille royale s’établit près de Twickenham, et ne tarde pas à y acheter une demeure qui devient l’Orleans House. S'il bénéficie, de 1853 à 1862, des cours dispensés par un précepteur privé, dénommé Étienne Joly, Louis étudie, à partir d'octobre 1862, au collège de Lausanne où il est scolarisé durant deux ans. Il loge à Renan, chez le colonel Louis Aubert, un républicain suisse. Ensuite, le prince de Condé étudie à la Old Royal High School d’Édimbourg, où il a notamment pour professeur Leonhard Schmitz (en). Il loge chez le professeur Lorimer et sa famille. D'autre part, son père lui donne de temps à autre une leçon d'histoire relative aux guerres qu'il a jadis menée en Afrique du Nord. 
Sur le plan sentimental, en 1865, Louis s'engage auprès de sa cousine germaine Marguerite, sa cadette de trois mois, fille du duc de Nemours.

### Voyage en Australie
Tandis qu'il a 20 ans, son père organise en sa faveur un tour du monde en dix-huit mois ; il espérait qu’un séjour dans des climats non-européens améliorerait la santé fragile de son fils. En collaboration avec son médecin, le docteur Paul Gingeot, Louis et son cousin Ferdinand d’Orléans, duc d’Alençon, embarquent le 4 février 1866 à Southampton sur le Mongolia, un navire de l’armateur britannique P&O à destination de l’Égypte. L’itinéraire prévoyait des escales à Ceylan, en Australie, en Nouvelle-Zélande, à Java, en Chine, au Japon et aussi aux Indes. Louis était particulièrement intéressé par l’Australie, notamment à cause de sa nature exotique, pour laquelle il vouait une fascination.
En 1866, le canal de Suez n’était pas encore achevé, ils débarquent donc à Alexandrie pour prendre un train jusqu’à Suez via Le Caire, où ils rejoignent un navire plus modeste de la P&O, le Bengal. Son cousin le duc d’Alençon les abandonne à Alexandrie pour visiter le pays, tandis que Louis et le docteur Gingeot poursuivent leur voyage jusqu’à Manille, après un court séjour à Ceylan où sa santé s'était détériorée après une partie de pêche où il avait contracté de la fièvre.
Ils continuent leur périple à bord du Bombay et le 8 avril 1866, ils atteignent la baie de King George Sound sur la côte sud-ouest de l’Australie. Louis est accompagné jusqu’à Albany par Alexander Campbell, magistrat et riche homme d’affaires originaire du Queensland.

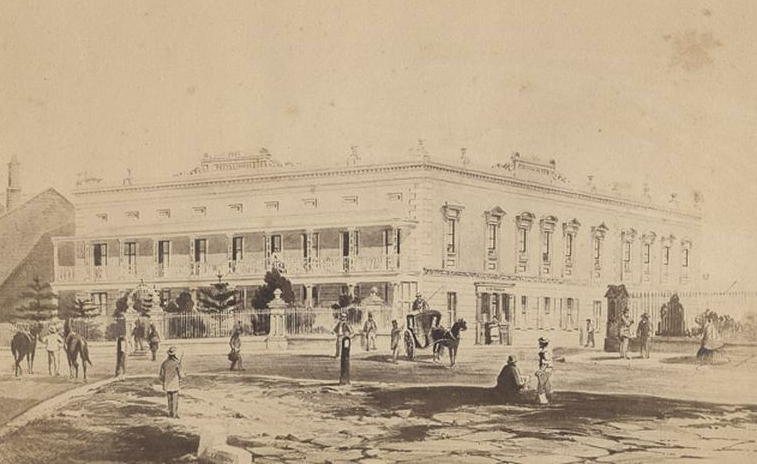
L’hôtel Petty de Sydney où mourut le prince de Condé en 1866.

Le 13 avril 1866, ils atteignent Melbourne. Louis, pressé d’arriver à Sydney, décide de visiter la ville sur le chemin du retour. Ils poursuivent donc leur route, en passant par l’Australie-Méridionale et Victoria, ils atteignent la Nouvelle-Galles du Sud après être passés par le cap Howe et les Alpes australiennes. Le 16 avril 1866 ils accostent à Port-Jackson, Louis est très impressionné par la ville et la compare avec les vieilles villes d’Europe.
Bien que le gouverneur de Nouvelle-Galles du Sud, le baron Lisgar, ait offert un logement à Louis et à sa petite suite, il décide de s’installer à l’hôtel Petty, non loin de l’église Saint-Philippe de Sydney. Durant cinq semaines, l’état de santé de Louis s’améliore, lui permettant de visiter la ville, et notamment l’université de Sydney, l’Australian Museum, les jardins botaniques et le Sydney Hospital. Là, il rencontre des personnalités locales comme Edward Deas Thomson, le chancelier de l’université de Sydney, et Charles Moore, le directeur des jardins botaniques. Il mène d’autres excursions à Parramatta, à Windsor et à Kurrajong, en Nouvelle-Galles du Sud.

### Mort et funérailles
Le 12 mai 1866, Louis apprend par les journaux la mort de sa grand-mère Marie-Amélie de Bourbon-Siciles. Cette nouvelle l’accable, et le froid aggrave son état. Le docteur Gingeot lui ordonne alors de prendre du repos, mais Louis ignore la prescription.
Après une brève amélioration, son état de santé se détériore rapidement : sa fièvre augmente, il perd l'appétit et il est sujet à de fortes migraines et en proie à une grande agitation nerveuse. Le docteur Gingeot fait appel à son confrère le docteur Nathan Alloway, médecin du gouverneur, qui se rend chaque jour au chevet du patient. Toutefois, une violente hémorragie, débutant par de l'épistaxis, se déclare. Finalement, Louis meurt dans la soirée du 24 mai 1866, d’une fièvre typhoïde,, en présence du docteur Gingeot, de son valet et de l’archidiacre de Sydney, Jean McEnroe, qui lui donne l’extrême-onction. Plusieurs personnalités se rendent ensuite auprès du défunt : James Martin, Premier ministre de la Nouvelle-Galles du Sud, le gouverneur John Young, le président de la cour suprême Alfred Stephen, et les consuls du Brésil, des États-Unis, des Pays-Bas et de Belgique. Louis Sentis, consul général de France, dont le gouvernement ne reconnaît pas la maison d'Orléans, se présente à titre privé.
Ses funérailles ont lieu le 29 mai 1866 en la cathédrale Sainte-Marie de Sydney, en présence d'environ deux mille personnes.
Le 2 juin 1866, le Sea Star appareille en direction de Londres avec à son bord les restes du prince ; il arrive à Londres le 11 septembre 1866. Après sa mort, le titre de prince de Condé ne sera plus jamais porté. La duchesse d'Aumale reste inconsolable et meurt trois ans plus tard d'une embolie pulmonaire.
En 1871, après la Commune de Paris, la famille d’Orléans rentre en France et en 1885, l’urne contenant le cœur du prince de Condé est placée dans la chapelle du château de Chantilly. Ses restes sont transférés dans la chapelle Saint-Louis de Dreux, nécropole de la famille d’Orléans. Louis d’Orléans est resté dans l’histoire comme le premier prince à avoir posé le pied sur le sol australien, puisque, c'est en 1867, que la première visite d’un membre de la famille royale britannique, le prince Alfred du Royaume-Uni, à l’occasion de son tour du monde, qui le second débarquera en Australie.

## Titulature
- 15 novembre 1845 - 24 mai 1866 : Son Altesse Royale le prince de Condé.

## Ascendance
|  |                                       |  |  |  |  |  |  |  |  |  |  |  |  |
|  | 8. Louis-Philippe d’Orléans           |  |  |  |  |  |  |  |  |  |  |  |  |
|  |                                       |  |  |  |  |  |  |  |  |  |  |  |  |
|  |                                       |  |  |  |  |  |  |  |  |  |  |  |  |
|  | 4. Louis-Philippe Ier                 |  |  |  |  |  |  |  |  |  |  |  |  |
|  |                                       |  |  |  |  |  |  |  |  |  |  |  |  |
|  |                                       |  |  |  |  |  |  |  |  |  |  |  |  |
|  | 9. Marie-Adélaïde de Bourbon          |  |  |  |  |  |  |  |  |  |  |  |  |
|  |                                       |  |  |  |  |  |  |  |  |  |  |  |  |
|  |                                       |  |  |  |  |  |  |  |  |  |  |  |  |
|  | 2. Henri d'Orléans, duc d'Aumale      |  |  |  |  |  |  |  |  |  |  |  |  |
|  |                                       |  |  |  |  |  |  |  |  |  |  |  |  |
|  |                                       |  |  |  |  |  |  |  |  |  |  |  |  |
|  | 10. Ferdinand Ier des Deux-Siciles    |  |  |  |  |  |  |  |  |  |  |  |  |
|  |                                       |  |  |  |  |  |  |  |  |  |  |  |  |
|  |                                       |  |  |  |  |  |  |  |  |  |  |  |  |
|  | 5. Marie-Amélie de Bourbon-Siciles    |  |  |  |  |  |  |  |  |  |  |  |  |
|  |                                       |  |  |  |  |  |  |  |  |  |  |  |  |
|  |                                       |  |  |  |  |  |  |  |  |  |  |  |  |
|  | 11. Marie-Caroline d'Autriche         |  |  |  |  |  |  |  |  |  |  |  |  |
|  |                                       |  |  |  |  |  |  |  |  |  |  |  |  |
|  |                                       |  |  |  |  |  |  |  |  |  |  |  |  |
|  | 1. Louis d'Orléans                    |  |  |  |  |  |  |  |  |  |  |  |  |
|  |                                       |  |  |  |  |  |  |  |  |  |  |  |  |
|  |                                       |  |  |  |  |  |  |  |  |  |  |  |  |
|  | 12=10. Ferdinand Ier des Deux-Siciles |  |  |  |  |  |  |  |  |  |  |  |  |
|  |                                       |  |  |  |  |  |  |  |  |  |  |  |  |
|  |                                       |  |  |  |  |  |  |  |  |  |  |  |  |
|  | 6. Léopold de Bourbon-Siciles         |  |  |  |  |  |  |  |  |  |  |  |  |
|  |                                       |  |  |  |  |  |  |  |  |  |  |  |  |
|  |                                       |  |  |  |  |  |  |  |  |  |  |  |  |
|  | 13=11. Marie-Caroline d'Autriche      |  |  |  |  |  |  |  |  |  |  |  |  |
|  |                                       |  |  |  |  |  |  |  |  |  |  |  |  |
|  |                                       |  |  |  |  |  |  |  |  |  |  |  |  |
|  | 3. Marie-Caroline de Bourbon-Siciles  |  |  |  |  |  |  |  |  |  |  |  |  |
|  |                                       |  |  |  |  |  |  |  |  |  |  |  |  |
|  |                                       |  |  |  |  |  |  |  |  |  |  |  |  |
|  | 14. François Ier d'Autriche           |  |  |  |  |  |  |  |  |  |  |  |  |
|  |                                       |  |  |  |  |  |  |  |  |  |  |  |  |
|  |                                       |  |  |  |  |  |  |  |  |  |  |  |  |
|  | 7. Marie-Clémentine d'Autriche        |  |  |  |  |  |  |  |  |  |  |  |  |
|  |                                       |  |  |  |  |  |  |  |  |  |  |  |  |
|  |                                       |  |  |  |  |  |  |  |  |  |  |  |  |
|  | 15. Marie-Thérèse de Bourbon-Naples   |  |  |  |  |  |  |  |  |  |  |  |  |
|  |                                       |  |  |  |  |  |  |  |  |  |  |  |  |
|  |                                       |  |  |  |  |  |  |  |  |  |  |  |  |